# Jill Posener
Jill Posener (Greenwich, 1953) es una fotógrafa y guionista británica. Actualmente vive en Berkeley, Estados Unidos.

## Infancia y educación
Nació en Greenwich, Londres. Estudió Dirección de Escena en la Academia de Música y Arte Dramático de Londres. Ha dado conferencias de CalArts en la Universidad de California, Santa Cruz.

## Trayectoria
En 1976 Posener se convirtió en la primera miembro femenino del Gay Sweatshop, compañía profesional de teatro gay de Inglaterra. Para esta ocasión escribió Any Woman Can. Any Woman Can, (en español: "Cualquier mujer puede, cualquier mujer puede"), un reflejo de la propia experiencia de Posener como lesbiana. Fue el primer guion escrito por una mujer que produjo la compañía.
En los años 80 se dedicó a la fotografía. Sus imágenes de grafitis con contenidos políticos, feministas, lesbianas y anticonsumistas fueron recopiladas en dos libros Spray it Loud (1982) y Louder than Words (1987). Con el tiempo su trabajo se volcó a temas eróticos y sexuales. En 1988 y 1989 se desempeñó como editora de fotos de la revista erótica On Our Backs, conocida por su influencia en la conformación de la estética y narrativa de la cultura lesbiana de los Estados Unidos en los 80s.
En 1996 colaboró con la autora feminista Susie Bright para publicar Nothing but the Girl: The Blatant Lesbian Image, una obra de referencia de la fotografía lesbiana erótica. La colección, que ilustra el trabajo de Posener y Bright en On Our Backs, destaca 30 entrevistas y fotografías de fotógrafos y lesbianas influyentes. Nothing but the Girl fue galardonada con el premio literario Lambda para artes Visuales / Fotográficas y el premio Firecracker Alternative Book 1997.
Sus trabajos aparecieron en publicaciones como el Daily Mirror y la New York Times Book Review, y en las portadas de libros de Dorothy Allison y Susie Bright.

## Crítica a sus obras
Any Woman Can es considerada un hito en el teatro queer, representando el inicio del teatro lesbiano y parte del crecimiento del canon lésbico. A medida que la primera obra producida por una compañía gay masculina, que tanto reconoció la experiencia lesbiana como una parte auténtica de la identidad homosexual mientras que la presentación de "alianzas frágiles" entre las comunidades gay y lesbiana en general. Según el crítico John Deney, representa las posiciones por entonces populares de que "lo personal" es político y que lo que viene es una necesaria politización del mismo.
El valor político de Any Woman Can puede haber sido más fuerte que su valor teatral. En un primer momento Gay Sweatshop lo rechazó por "carecer de tensión teatral", y se lo ha descrito como "didáctico o de agitación y propaganda". Siguiendo la producción de Any Woman Can, Posener rechazó la identidad de dramaturga indicando que el escenario era meramente la herramienta más fácilmente disponible para comunicar honestamente la experiencia lesbiana vivida, y el desafío "opresión lesbiana" como parte del más amplio: "opresión de la mujer"
Se considera que el trabajo fotográfico de Posener forma parte de una era "Post-Stonewall" en la que empieza a darse una visibilidad incrementada de artistas e identidades públicas LGBTQ. La mayoría de los artistas de esta época han producido trabajos "conscientemente políticos" referenciando y desafiando modelos heteronormativos de género, sexualidad y expresión. El trabajo de Posener explora la mayoría de estos temas, utilizando la fotografía como una forma de comentario crítico y exploración de identidad y representación. La serie de Posener Dirty Girls in London (1988) que retrata mujeres en público, fue descrita como apasionada y evidente por la crítica Elizabeth Ashburn.
Los sujetos de Posener son frecuentemente mujeres desnudas, a menudo en contextos abiertamente eróticos o comprometidos en actividad sexual. La estética editorial de On Our Backs and Nothing but The Girl fue caracterizada como «algunas veces cruda, algunas veces transgresora, y frecuentemente confrontacional» por la fotógrafa Tee Corinne. El trabajo de Posener ha sido descrito como una forma de acción política, la representación de la sexualidad lesbiana visible en público. En sus palabras: «Si no tomamos espacios públicos, nadie nos oirá».